# Potoczek (powiat janowski)
Potoczek – wieś w Polsce, położona w województwie lubelskim, w powiecie janowskim, w gminie Potok Wielki. 
W latach 1975–1998 wieś należała administracyjnie do województwa tarnobrzeskiego. Według Narodowego Spisu Powszechnego (III 2011 r.) wieś liczyła 809 mieszkańców.
Miejscowość leży nad brzegami Sanny, oraz niewielkiego jej dopływu o nazwie Stanianka. W jej krajobrazie szczególną uwagę zwracają liczne stawy rybne.
Miejscowa ludność wyznania katolickiego przynależy do Parafii św. Mikołaja Biskupa w Potoku Wielkim oraz Parafii pod wezwaniem Miłosierdzia Bożego w Brzezinach Stojeszyńskich. W miejscowości funkcjonuje jednostka Ochotniczej Straży Pożarnej posiadająca własna remizę strażacką oraz filia Gminnej Biblioteki Publicznej w Potoku Wielkim.

## Części wsi
| SIMC    | Nazwa             | Rodzaj    |
| ------- | ----------------- | --------- |
| 0803911 | Brzeziny Potockie | część wsi |
| 0803928 | Dębinki           | część wsi |
| 0803934 | Fabryka           | część wsi |
| 0803940 | Grójec            | część wsi |
| 0803957 | Potoczek-Kolonia  | część wsi |

## Historia
Miejscowość pierwszy raz wzmiankowana była już w 1407 roku jako własność Dziersława. Kilka lat później dziedzicem był Czader, właściciel Potoka. W ten sposób wieś weszła w skład kompleksu osadniczego Potoka. W II połowie XV wieku była własnością Koconków. Później często zmieniała właścicieli. W XVII wieku władali nią Wronowscy, następnie Zamoyscy, od których to w 1731 roku kupili wieś Karscy. W 1788 roku wskutek podziału rodzinnego Potoczek przeszedł w ręce Wybranowskich, a w XIX wieku Wolskich.
Dobra Potoczek obejmowały swego czasu znaczne obszary, na których powstały wsie: Dąbrówka, Dąbrowica, Brzeziny i Maliniec.

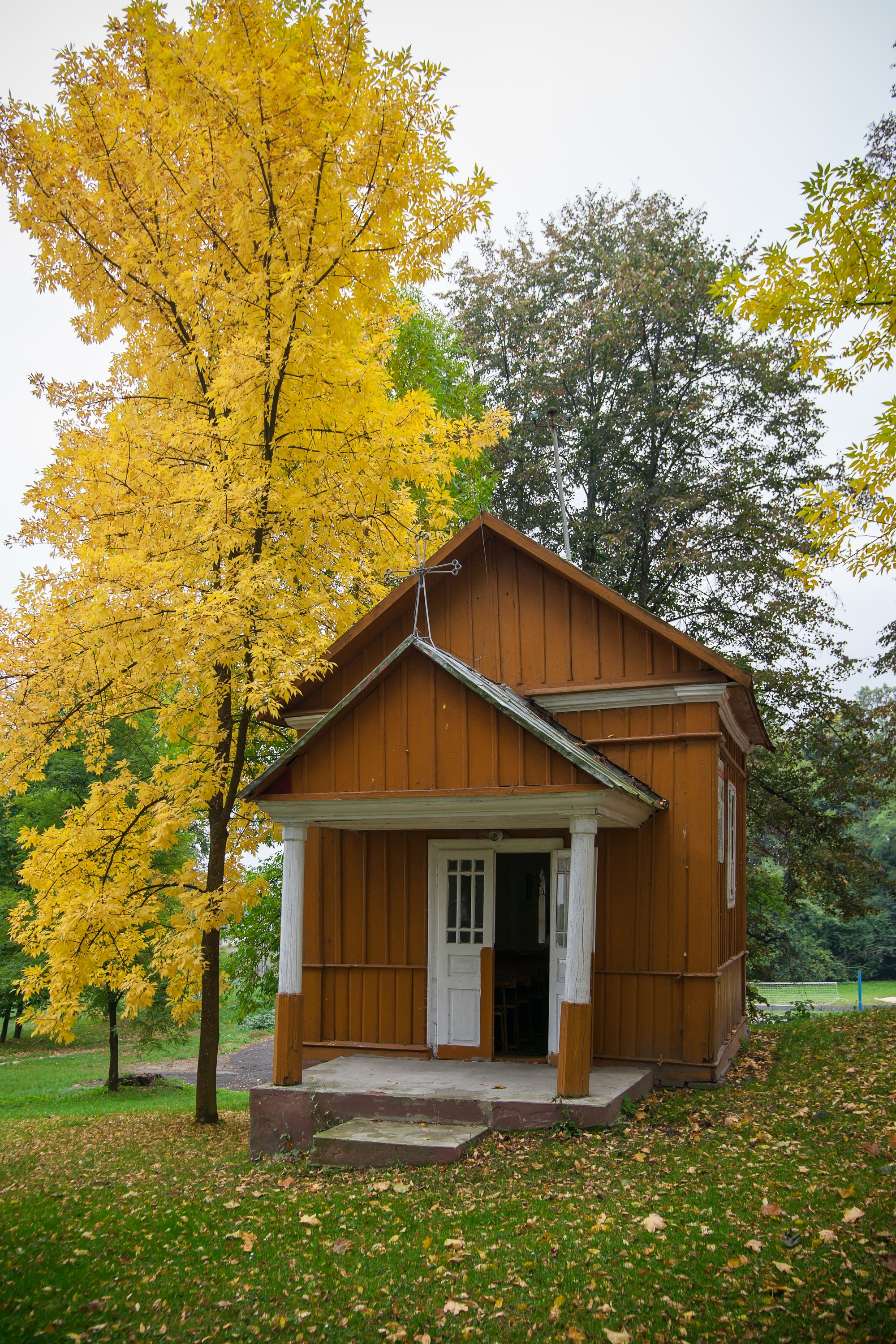
Kapliczka

Około 1781 roku we wsi zbudowano prywatną kaplicę. W 1827 roku Potoczek liczył 40 domów i 267 mieszkańców. W 1870 roku od Wybranowskich dobra potoczkowskie nabył Adam Przanowski, który stworzył z nich wzorcowe gospodarstwo ziemiańskie. Rozwinął intensywną gospodarkę rybną (od 1879 r.) meliorując bagna i mokradła. Uruchomił: cegielnię, wapniarkę, 2 młyny, tartak, krochmalnię, gonciarnię, smolarnię oraz węglarnię. Zbudował nowy murowany dwór i założył ogród owocowy.
W 1921 roku wieś liczyła 435 mieszkańców. Jeszcze w okresie okupacji austriackiej około 1917 roku powstała szkoła. Wskutek reformy rolnej w 1944 roku majątek Przanowskich został rozparcelowany. 
W latach 1955–1973 Potoczek był siedzibą gromady. W 1973 roku uruchomiono pocztę, a w następnym roku remizę ze świetlicę. W 1976 roku powstał Zespół Szkół Rolniczych, który swój początek wziął w 1961 roku od zasadniczej szkoły rolniczej.

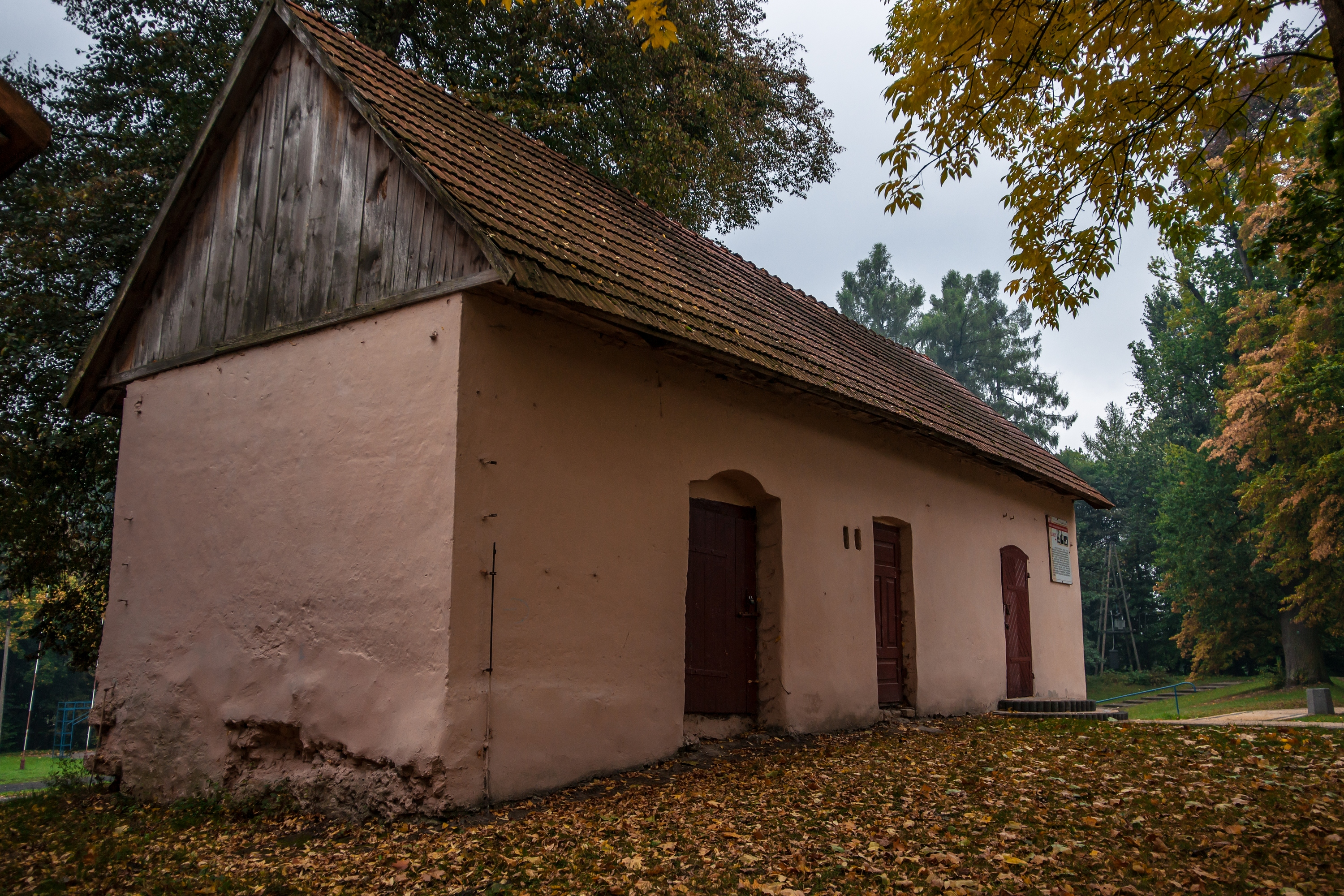
Lamus
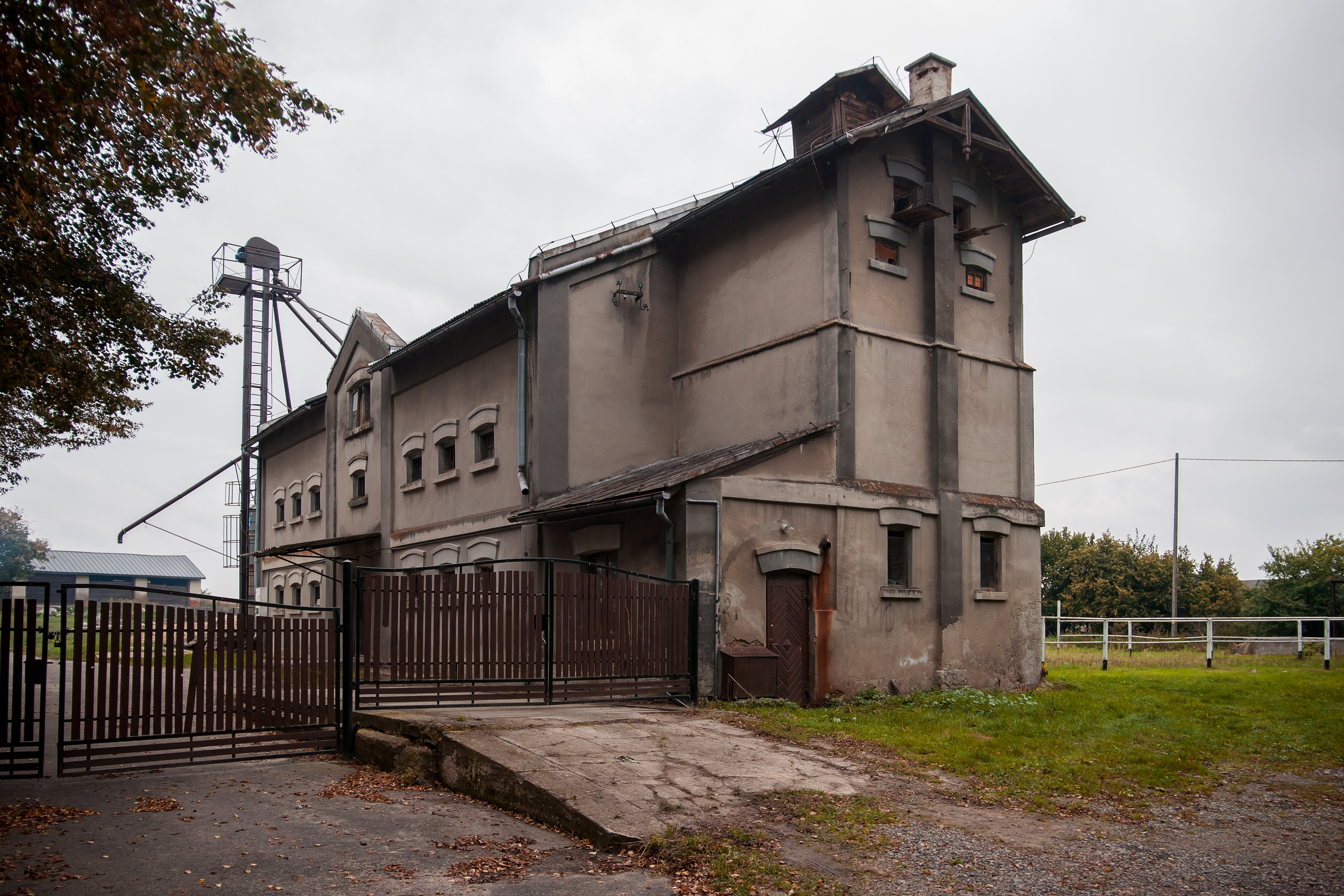
Spichlerz
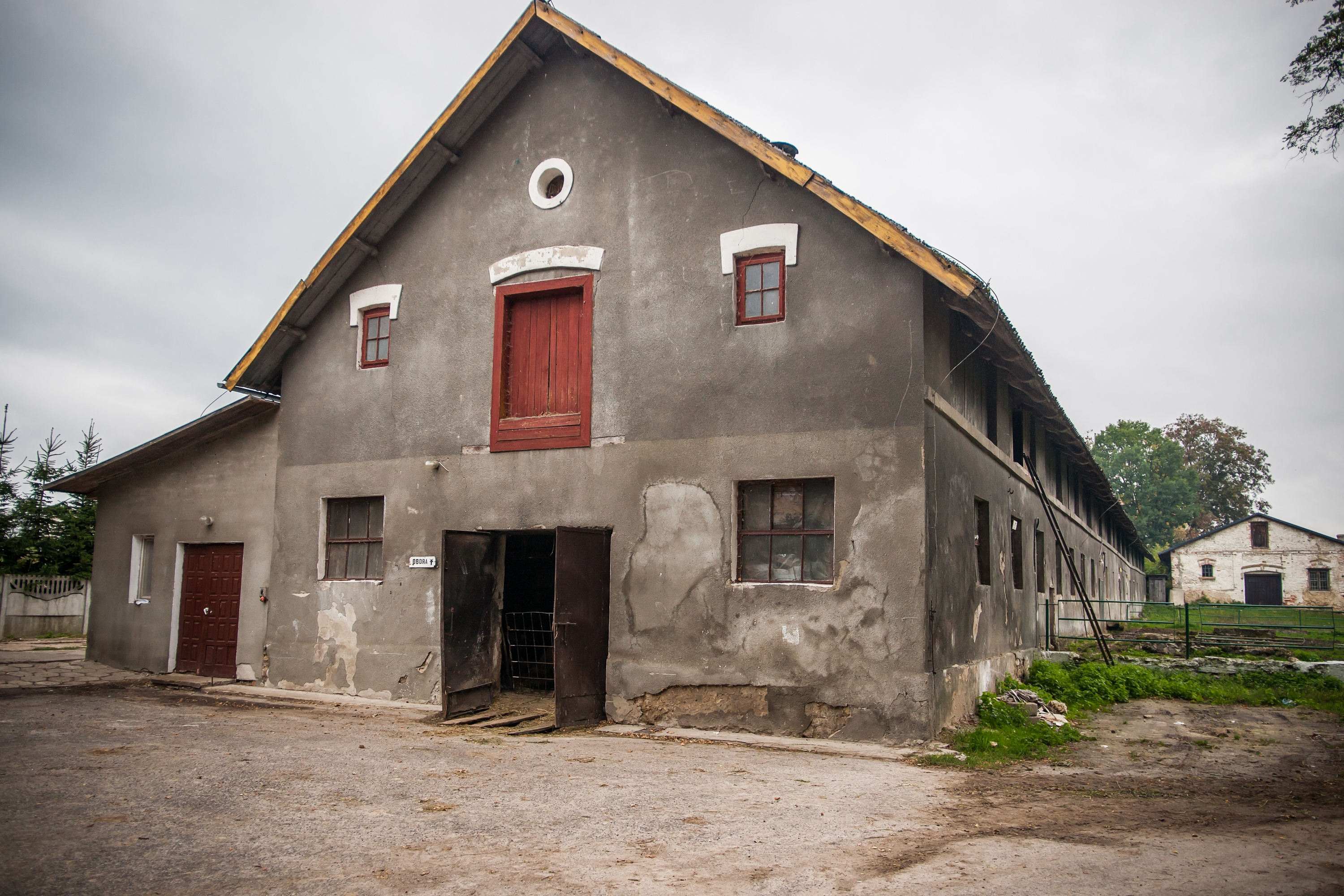
Obora i chlewnia, dawna stajnia
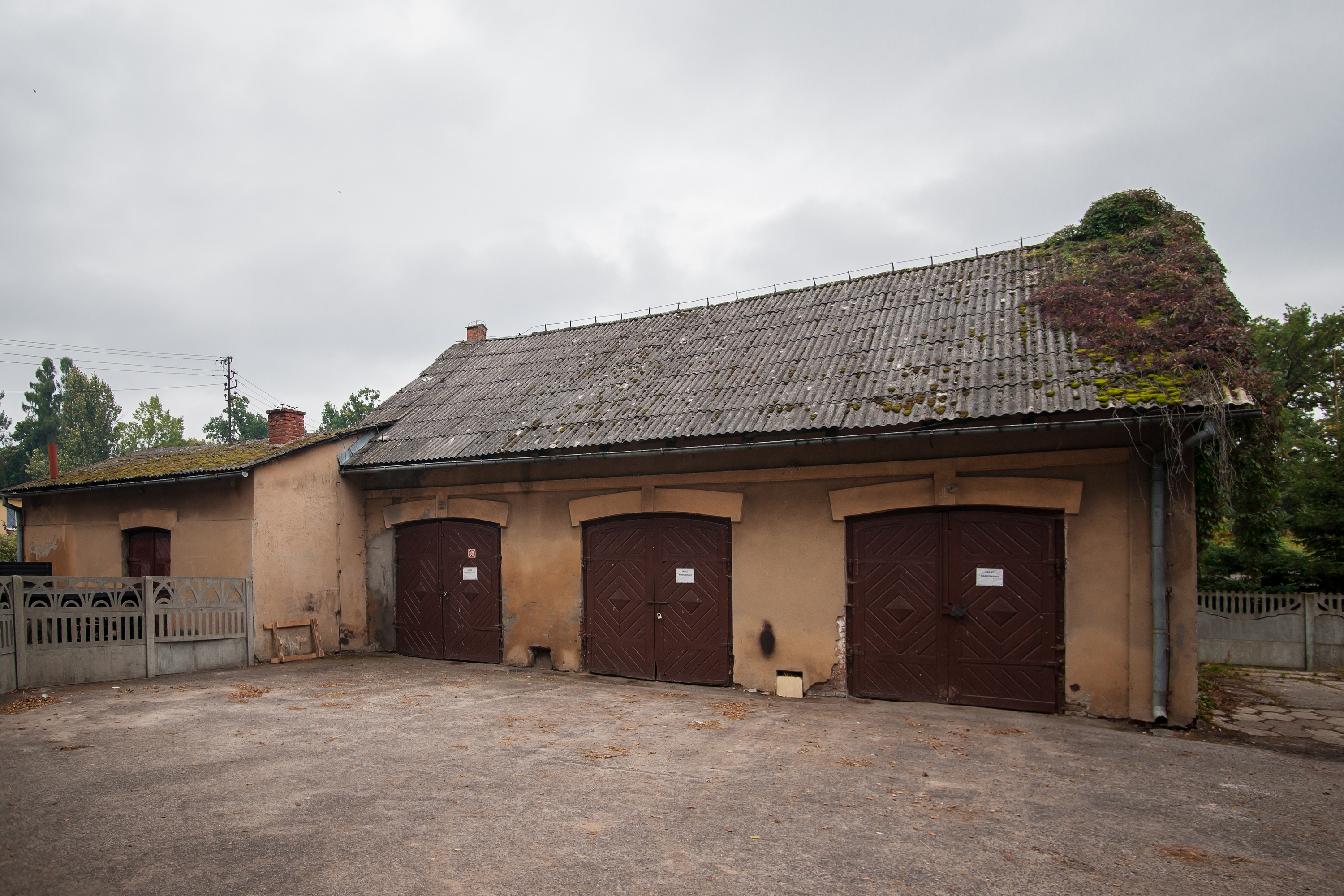
Warsztaty, dawna wozownia

## Oświata
W potoczku obiektach podworskich funkcjonuje Zespół Szkół Rolniczych, w którego skład wchodzą: 
- Technikum Rolnicze,
- Technikum Rolnicze dla Dorosłych[12],
- Technikum Ochrony Środowiska[13],
- Liceum Zawodowe,
- Technikum Żywienia i Gospodarstwa Domowego,
- Wieczorowe Technikum Rolnicze
- Zasadnicza Szkoła Zawodowa.

Ponadto w miejscowości znajduje się:
- Publiczna Szkoła Podstawowa[14] z oddziałem Przedszkolnym.
- Publiczne Gimnazjum[15]